# North Carolina Botanical Garden

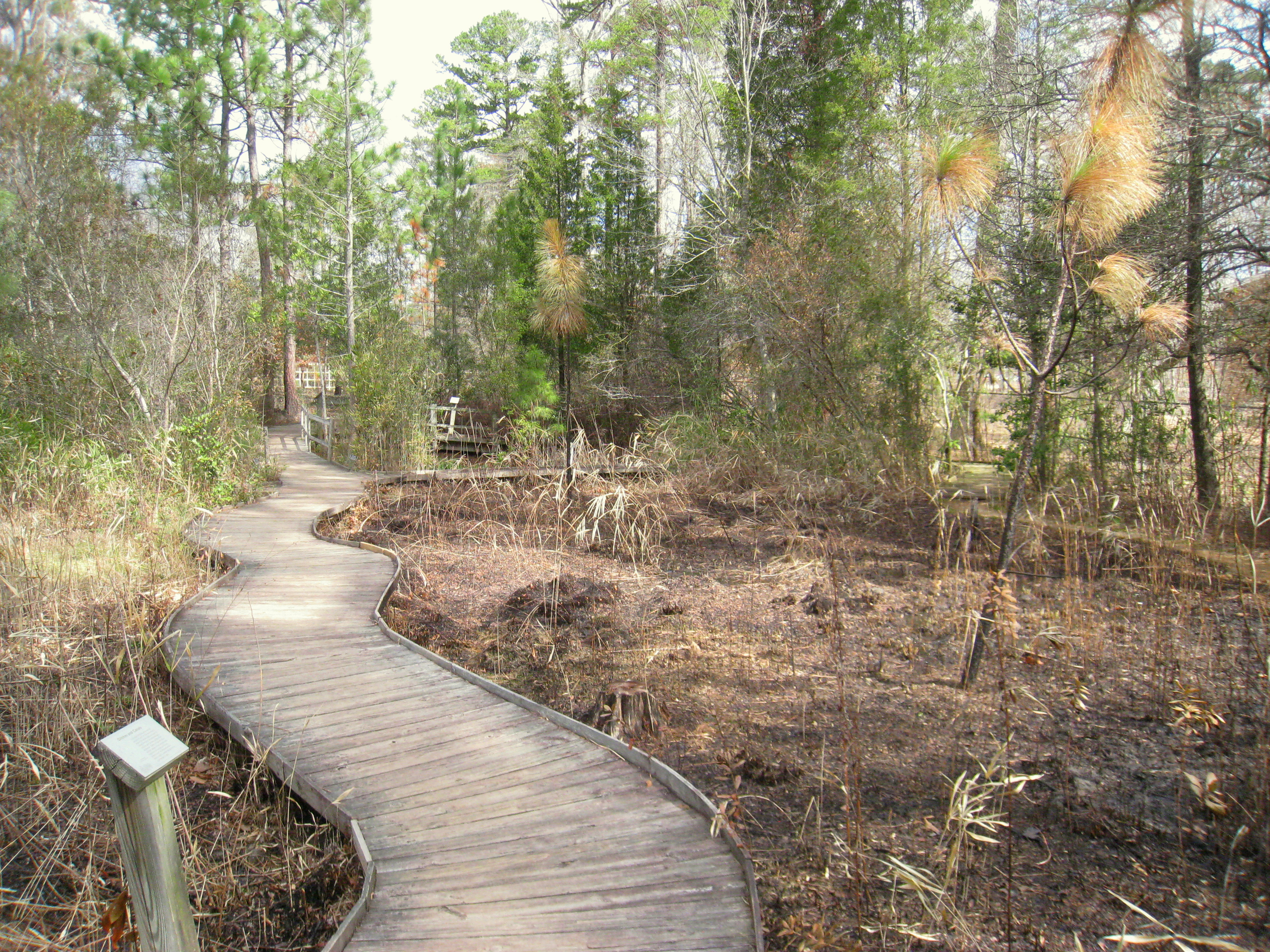
North Carolina Botanical Garden

De North Carolina Botanical Garden (NCBG) is een botanische tuin in Chapel Hill (North Carolina). De tuin richt zich op de promotie van het begrip, de waardering en behoud van planten in tuinen en natuurlijke gebieden en het bevorderen van een duurzame relatie tussen mens en natuur. De tuin maakt deel uit van de University of North Carolina at Chapel Hill. De toegang is gratis.
De North Carolina Botanical Garden is vanaf de oprichting in 1984 aangesloten bij Center for Plant Conservation (CPC), een netwerk van botanische instituten dat zich bezighoudt met de bescherming van de inheemse flora van de Verenigde Staten. Voor CPC houdt de botanische tuin zich bezig met de bescherming van dertig plantensoorten. De tuin participeert in Seeds of Success (SOS), een natuurbeschermingsproject dat is gericht op het verzamelen en bewaren van zaden van planten uit de Verenigde Staten.
De tuin is tevens aangesloten bij de Plant Conservation Alliance (PCA), een samenwerkingsverband dat zich richt op de bescherming van planten die van nature voorkomen in de Verenigde Staten. De tuin is lid van de American Public Gardens Association, een organisatie van publiek toegankelijke tuinen in de Verenigde Staten. Tevens is de botanische tuin aangesloten bij Botanic Gardens Conservation International, een non-profitorganisatie die botanische tuinen samen wil brengen in een wereldwijd samenwerkend netwerk om te komen tot het behoud van de biodiversiteit van planten. Daarnaast is de tuin aangesloten bij de American Institute of Biological Sciences (AIBS), een wetenschappelijke associatie die zich richt op het bevorderen van biologisch onderzoek en onderwijs in de Verenigde Staten. De tuin is lid van de Natural Science Collections Alliance, een Amerikaanse non-profit-associatie die zich richt op de ondersteuning van natuurwetenschappelijke collecties, hun menselijke middelen, de instituten die de collecties huisvesten en hun onderzoeksactiviteiten.

## Onderdelen van de botanische tuin
De North Carolina Botanical Garden is beheerder van het Battle Park, een stuk bos van 3,8 ha in het centrum van Chapel Hill. Ook is de botanische tuin beheerder van het Forest Theatre, een historisch stenen amfitheater op de campus van de universiteit. Tevens beheert de tuin het Coker Arboretum, een arboretum op de universiteitscampus.
Het Mason Farm Biological Reserve is een natuurgebied van 14,9 ha. Hier wordt onderzoek verricht naar broedvogels. Er bevinden zich rode lynxen, oerbos, oude bosbodem, bomen die tot de oudste van North Carolina behoren en meer dan tweehonderd vogelsoorten. Andere natuurlijke terreinen zijn het William Lanier Hunt Arboretum, de Morgan Creek Valley en de Piedmont Nature Trails.
De tuin heeft 14 collecties en showtuinen die 5900 accessies en 2100 soorten bevatten. Er zijn tuinen waarin natuurlijke habitats worden nagebootst als bergen, kustvlakten en zandduinen. De tuin heeft een gerenommeerde collectie vleesetende planten en een collectie varens.. De tuin houdt zich bezig met de bescherming van dertig plantensoorten uit North Carolina. De Mercer Reeves Hubbard Herb Garden is een tuin met keukenkruiden, economische gewassen, medicinale planten en giftige planten. Deze tuin heeft 52 cultivars van de rozemarijn (Rosmarinus officinalis). Daarnaast zijn er tuinen met plantenfamilies van de bedektzadigen en inheemse vaste planten.
De tuin heeft een zaadbank met zaden van tweehonderd plantensoorten die van nature voorkomen in het zuidoosten van de Verenigde Staten. Het UNC Herbarium is een herbarium met meer dan 750.000 specimens van planten uit het zuidoosten van de Verenigde Staten. Ook heeft dit herbarium collecties algen, schimmels en fossielen.
Totten Center is het informatiecentrum van de botanische tuin. Hier bevinden zich onder meer de Addie Totten Library (bibliotheek), een geschenkenwinkel en kunsttentoonstellingen.